# Ferrán Casarramona
| 13260 Sabadell     | 23 agosto 1998 |
| 44216 Olivercabasa | 4 agosto 1998  |

Ferrán Casarramona (...) è un astronomo amatoriale spagnolo.
È membro dell'Agrupació Astronòmica de Sabadell.
Il Minor Planet Center gli accredita la scoperta di due asteroidi, effettuate tutte nel 1998 in collaborazione con Antoni Vidal e Ester Vigil.